# Читанова
Читано̀ва (на италиански: Cittanova) е град и община в Южна Италия, провинция Реджо Калабрия, регион Калабрия. Разположен е на 400 m надморска височина. Населението на общината е 10 365 души (към 2012 г.).